# Lliga kenyana de futbol
La Lliga kenyana de futbol o Campionat de Kenya de Futbol (Kenya Premier League) és el campionat de futbol més important de Kenya, organitzat per la Federació de Kenya de Futbol. Enfronta els millors equips kenyans. La lliga va ser creada l'any 1963.
Fins al 2007, hi havia dues lligues d'elit a Kenya, una, la Kenyan Premier League, amb només set equips, però reconeguts per la FIFA; els altres formaven la KFF-PL, amb suport del govern kenyà. Finalment, al març del 2007 es van unir aquestes dues lligues formant una lliga de 18 equips, sense admetre a dos equips: l'AFC Leopards de Nairobi i el Shabana Kisii de Kisii.

## Equips de la temporada 1919-20
| Equip                 | Seu      | Estadi                    | Capacitat |
| --------------------- | -------- | ------------------------- | --------- |
| A.F.C. Leopards       | Nairobi  | Nyayo National Stadium    | 0         |
| Bandari               | Mombasa  | Mombasa Municipal Stadium | 0         |
| Chemelil Sugar        | Chemelil | Chemelil Sports Complex   | 5.000     |
| Gor Mahia             | Nairobi  | Nairobi City Stadium      | 0         |
| Kakamega Homeboyz     | Kakamega | Bukhungu Stadium          | 0         |
| Kariobangi Sharks     | Nairobi  | Narok Stadium             | 0         |
| Kenya Commercial Bank | Nairobi  | Nairobi City Stadium      | 0         |
| Kisumu All Stars      | Kisumu   | Moi Stadium               | 5.000     |
| Mathare United        | Nairobi  | Kasarani Stadium          | 0         |
| Nzoia United          | Bungoma  | Kanduyi Stadium           | 0         |
| Posta Rangers         | Eldoret  | Kipchoge Keino Stadium    | 0         |
| Sofapaka              | Nairobi  | Narok Stadium             | 0         |
| Sony Sugar            | Awendo   | Green Stadium             | 0         |
| Tusker                | Meru     | Kinoru Stadium            | 0         |
| Ulinzi Stars          | Nakuru   | Afraha Stadium            | 0         |
| Wazito                | Machakos | Kenyatta Stadium          | 0         |
| Western Stima         | Kakamega | Bukhungu Stadium          | 0         |
| Zoo Kericho           | Kericho  | Green Stadium             | 0         |

## Palmarès
Font:
- 1963:  Nakuru All-Stars (1)
- 1964:  Luo Union (1)
- 1965:  Feisal FC (1)
- 1966:  Abaluhya FC (1)
- 1967:  Abaluhya FC (2)
- 1968:  Gor Mahia (1)
- 1969: Abandonat
- 1970:  Abaluhya FC (3)
- 1971: Abandonat
- 1972:  Kenya Breweries (1)
- 1973:  Abaluhya FC (4)
- 1974:  Gor Mahia (2)
- 1975:  Luo Union (2)
- 1976:  Gor Mahia (3)
- 1977:  Kenya Breweries (2)
- 1978:  Kenya Breweries (3)
- 1979:  Gor Mahia (4)
- 1980:  AFC Leopards (5)
- 1981:  AFC Leopards (6)
- 1982:  AFC Leopards (7)
- 1983:  Gor Mahia (5)
- 1984:  Gor Mahia (6)
- 1985:  Gor Mahia (7)
- 1986:  AFC Leopards (8)
- 1987:  Gor Mahia (8)
- 1988:  AFC Leopards (9)
- 1989:  AFC Leopards (10)
- 1990:  Gor Mahia (9)
- 1991:  Gor Mahia (10)
- 1992:  AFC Leopards (11)
- 1993:  Gor Mahia (11)
- 1994:  Kenya Breweries (4)
- 1995:  Gor Mahia (12)
- 1996:  Kenya Breweries (5)
- 1997:  Utalii FC (1)
- 1998:  AFC Leopards (12)
- 1999:  Tusker FC (6)
- 2000:  Tusker FC (7)
- 2001:  Oserian Fastac FC (1)
- 2002:  Oserian Fastac FC (2)
- 2003:  Ulinzi Stars (1)
- 2004:  Ulinzi Stars (2)
- 2005:  Ulinzi Stars (3)
- 2006:  SoNy Sugar (1)
- 2007:  Tusker FC (8)
- 2008:  Mathare United (1)
- 2009:  Sofapaka (1)
- 2010:  Ulinzi Stars (4)
- 2011:  Tusker FC (9)
- 2012:  Tusker FC (10)
- 2013:  Gor Mahia (13)
- 2014:  Gor Mahia (14)
- 2015:  Gor Mahia (15)
- 2016:  Tusker FC (11)
- 2017:  Gor Mahia (16)
- 2018:  Gor Mahia (17)
- 2019:  Gor Mahia (18)
- 2020:  Gor Mahia (19)
- 2021:  Tusker FC (12)
- 2022:  Tusker FC (-)[a]
- 2023:  Gor Mahia (20)